# Todor Burmov
Todor Stoyanov Burmov (en búlgaro: Тодор Стоянов Бурмо̀в; 14 de enero de 1834 – 7 de noviembre de 1906) fue un político, líder del Partido Conservador en búlgaro: Тодор Стоянов Бурмов y el primer Primer ministro de la Bulgaria independiente.
Burmov se graduó de la Academia Teológica de Kiev y posteriormente trabajado como profesor en Gabrovo y editor de periódico. Durante el periodo de la Bulgaria otomana, Burmov, junto con Gavril Krastevich, llegó a la atención como parte de una facción moderada que buscaba una Iglesia ortodoxa búlgara independiente que quedaría vinculada a la Iglesia ortodoxa de Constantinopla en oposición a los nacionalistas más fuertes quienes defendían una escisión completa.
Burmov fue socio cercano de Alejandro I de Bulgaria y así fue elegido como primer ministro del país nuevamente independiente el 17 de julio de 1879 a pesar de la posición relativamente débil de los conservadores. Su régimen estuvo mayoritariamente involucrado en tratar de estabilizar el nuevo país, entre ellos, Varna y otros territorios de insurgencia musulmana bajo la ley marcial. El gobierno demostró en gran medida un fracaso debido a la falta de apoyo para los conservadores en la Asamblea y cayeron ese mismo año.
Burmov seguía siendo una figura política después de su periodo como primer ministro, asumiendo como ministro de Finanzas en el gobierno de Leonid Sobolev y el segundo régimen del Arzobispo Kliment Turnovski. Volviendo al periodismo, Burmov más tarde dejaría a los conservadores y convertirse en miembro del Partido Liberal Progresista de Dagan Tsankov.